# 2024–2025-ös UEFA Nemzetek Ligája (A liga)
A 2024–2025-ös UEFA Nemzetek Ligájának A ligája az UEFA Nemzetek Ligája 2024–2025-ös kiírásának legmagasabb divíziója. Az A ligából kerül ki a Nemzetek Ligája győztese, a döntőt 2025 júniusában játsszák.

## Lebonyolítás
Az A ligában a 2024–2025-ös UEFA Nemzetek Ligája kiemelési rangsorának 1–16. helyezettjei vesznek részt, négy csoportra osztva. A csoportokban a csapatok összesen hat mérkőzést játszanak, oda-visszavágós körmérkőzéses rendszerben mérkőznek meg egymással. A mérkőzéseket 2025. szeptember 5. és november 19. között játsszák. A csoportok első két helyezettje továbbjut a negyeddöntőbe, a negyeddöntő győztesei pedig az UEFA Nemzetek Ligájának négyes döntőjébe. A csoportok harmadik helyezettjei osztályozót játszanak a B liga második helyezettjeivel. A csoportok negyedik helyezettjei kiesnek és a következő kiírás B ligájába kerülnek.
A negyeddöntők és az osztályozók első mérkőzéseit 2025. március 20–22. között, a második mérkőzéseket 2025. március 23–25. között játsszák. A negyeddöntők sorsolásán a csoportgyőztesek a kiemeltek. Egy csoportgyőztes csak egy másik csoport második helyezettjével játszhat. A második helyezettek játsszák pályaválasztóként az első mérkőzést. Az A és B liga osztályozóinak sorsolásán az A liga harmadik helyezettjei a kiemeltek, amelyek csak a B liga valamelyik második helyezettjével játszhatnak. A B liga második helyezettjei játsszák pályaválasztóként az első mérkőzést. A negyeddöntőkön és az osztályozókon a csapatok oda-visszavágós rendszerben mérkőznek meg egymással. Ha a második mérkőzés rendes játékideje után az összesített állás döntetlen, akkor 2×15 perc hosszabbítás következik. Ha az összesített állás ezután is döntetlen, akkor büntetőpárbaj dönt a győztesről. A negyeddöntők győztesei az UEFA Nemzetek Ligájának négyes döntőjébe kerülnek. Az osztályozók győztesei a következő kiírásban az A ligában szerepelhetnek, a vesztesek a következő kiírás B ligájába kerülnek.
A négyes döntőt 2025 június 4. és 8. között rendezik egyenes kieséses rendszerben, amely két elődöntőt, egy bronzmérkőzést és egy döntőt tartalmaz. Az elődöntők párosítását, valamint a bronzmérkőzés és a döntő pályaválasztóit sorsolással döntik el. A helyszínt a négy továbbjutó csapat közül választják ki. A döntő győztese nyeri az UEFA Nemzetek Ligáját.

## Csapatok

### Változások
A 2022–2023-as kiírás utáni változások:
| Feljutott a B ligából                             |
| ------------------------------------------------- |
| - Izrael - Bosznia-Hercegovina - Szerbia - Skócia |

| Kiesett a B ligába                       |
| ---------------------------------------- |
| - Ausztria - Csehország - Anglia - Wales |

### Kiemelés
A kiemelés a 2024–2025-ös UEFA Nemzetek Ligája kiemelési rangsorának megfelelően a 2022–2023-as UEFA Nemzetek Ligája összesített rangsora alapján történt. A kiemelést 2023. december 2-án tették közzé.
| Csapat                  | Hely. |
| ----------------------- | ----- |
| Spanyolország (címvédő) | 1.    |
| Horvátország            | 2.    |
| Olaszország             | 3.    |
| Hollandia               | 4.    |

| Csapat       | Hely. |
| ------------ | ----- |
| Dánia        | 5.    |
| Portugália   | 6.    |
| Belgium      | 7.    |
| Magyarország | 8.    |

| Csapat        | Hely. |
| ------------- | ----- |
| Svájc         | 9.    |
| Németország   | 10.   |
| Lengyelország | 11.   |
| Franciaország | 12.   |

| Csapat              | Hely. |
| ------------------- | ----- |
| Izrael              | 13.   |
| Bosznia-Hercegovina | 14.   |
| Szerbia             | 15.   |
| Skócia              | 16.   |

A csoportok sorsolását 2024. február 8-án tartották Párizsban, közép-európai idő szerint 18 órától.

## Csoportok
A menetrendet az UEFA február 9-én tette közzé.
Az időpontok a szeptemberi és októberi mérkőzésekre közép-európai nyári idő (UTC+2) szerint, a novemberi mérkőzésekre közép-európai idő (UTC+1) szerint értendők. Az ettől eltérő időzónában játszott mérkőzéseknél zárójelben szerepel a helyi idő is.

### 1. csoport
| Hely. | Csapat        | M | Gy | D | V | G+ | G– | Gk | P  | Továbbjutás vagy kiesés           |  | Portugália | Horvátország | Skócia | Lengyelország |
| ----- | ------------- | - | -- | - | - | -- | -- | -- | -- | --------------------------------- |  | ---------- | ------------ | ------ | ------------- |
| 1.    | Portugália    | 6 | 4  | 2 | 0 | 13 | 5  | +8 | 14 | Továbbjutott a negyeddöntőbe      |  | —          | 2–1          | 2–1    | 5–1           |
| 2.    | Horvátország  | 6 | 2  | 2 | 2 | 8  | 8  | 0  | 8  | Továbbjutott a negyeddöntőbe      |  | 1–1        | —            | 2–1    | 1–0           |
| 3.    | Skócia        | 6 | 2  | 1 | 3 | 7  | 8  | −1 | 7  | Az A/B liga osztályozójába jutott |  | 0–0        | 1–0          | —      | 2–3           |
| 4.    | Lengyelország | 6 | 1  | 1 | 4 | 9  | 16 | −7 | 4  | Kiesett a B ligába                |  | 1–3        | 3–3          | 1–2    | —             |

| 2024. szeptember 5. 20:45 (19:45 UTC+1) |

| Portugália           | 2–1               | Horvátország      |
| -------------------- | ----------------- | ----------------- |
| Dalot 7' Ronaldo 34' | (2–1) Jegyzőkönyv | Dalot 41' (öngól) |

| Estádio da Luz, Lisszabon Nézőszám: 57 675 Játékvezető: Halil Umut Meler (török) |

| 2024. szeptember 5. 20:45 (19:45 UTC+1) |

| Skócia                    | 2–3               | Lengyelország                                                        |
| ------------------------- | ----------------- | -------------------------------------------------------------------- |
| Gilmour 46' McTominay 76' | (0–2) Jegyzőkönyv | S. Szymański 8' Lewandowski 44' (11-esből) Zalewski 90+7' (11-esből) |

| Hampden Park, Glasgow Nézőszám: 46 356 Játékvezető: Glenn Nyberg (svéd) |

| 2024. szeptember 8. 20:45 |

| Horvátország | 1–0               | Lengyelország |
| ------------ | ----------------- | ------------- |
| Modrić 52'   | (0–0) Jegyzőkönyv |               |

| Opus Arena, Eszék Nézőszám: 12 612 Játékvezető: François Letexier (francia) |

| 2024. szeptember 8. 20:45 (19:45 UTC+1) |

| Portugália                | 2–1               | Skócia       |
| ------------------------- | ----------------- | ------------ |
| Fernandes 54' Ronaldo 88' | (0–1) Jegyzőkönyv | McTominay 7' |

| Estádio da Luz, Lisszabon Nézőszám: 59 894 Játékvezető: Maurizio Mariani (olasz) |

| 2024. október 12. 18:00 |

| Horvátország           | 2–1               | Skócia       |
| ---------------------- | ----------------- | ------------ |
| Matanović 36' Kramarić | (1–1) Jegyzőkönyv | Christie 33' |

| Maksimir Stadion, Zágráb Játékvezető: Kovács István (román) |

| 2024. október 12. 20:45 |

| Lengyelország | 1–3               | Portugália                                |
| ------------- | ----------------- | ----------------------------------------- |
| Zieliński 78' | (0–2) Jegyzőkönyv | Silva 26' Ronaldo 37' Bednarek 88' (o.g.) |

| Nemzeti Stadion, Varsó Játékvezető: Serdar Gözübüyük (holland) |

| 2024. október 15. 20:45 |

| Lengyelország                           | 3–3               | Horvátország                       |
| --------------------------------------- | ----------------- | ---------------------------------- |
| Zieliński 5' Zalewski 45' Szymański 68' | (2–3) Jegyzőkönyv | Sosa 19' P. Sučić 24' Baturina 26' |

| Nemzeti Stadion, Varsó Nézőszám: 56 103 Játékvezető: Alejandro Hernández Hernández (spanyol) |

| 2024. október 15. 20:45 (19:45 UTC+1) |

| Skócia | 0–0         | Portugália |
| ------ | ----------- | ---------- |
|        | Jegyzőkönyv |            |

| Hampden Park, Glasgow Nézőszám: 49 057 Játékvezető: Lawrence Visser (belga) |

| 2024. november 15. 20:45 (19:45 UTC+0) |

| Portugália                                                 | 5–1               | Lengyelország |
| ---------------------------------------------------------- | ----------------- | ------------- |
| Leão 59' Ronaldo 72' (11-esből) 87' Fernandes 80' Neto 83' | (0–0) Jegyzőkönyv | Marczuk 88'   |

| Estádio do Dragão, Porto Nézőszám: 47 239 Játékvezető: Donatas Rumšas (litván) |

| 2024. november 15. 20:45 (19:45 UTC+0) |

| Skócia     | 1–0               | Horvátország |
| ---------- | ----------------- | ------------ |
| McGinn 86' | (0–0) Jegyzőkönyv |              |

| Hampden Park, Glasgow Nézőszám: 48 810 Játékvezető: Orel Grinfeeld (izraeli) |

| 2024. november 18. 20:45 |

| Horvátország | 1–1               | Portugália |
| ------------ | ----------------- | ---------- |
| Gvardiol 65' | (0–1) Jegyzőkönyv | Félix 33'  |

| Gradski stadion u Poljudu, Split Nézőszám: 33 386 Játékvezető: Tobias Stieler (német) |

| 2024. november 18. 20:45 |

| Lengyelország  | 1–2               | Skócia                    |
| -------------- | ----------------- | ------------------------- |
| Piątkowski 59' | (0–1) Jegyzőkönyv | McGinn 3' Robertson 90+3' |

| Nemzeti Stadion, Varsó Nézőszám: 55 433 Játékvezető: Christian Dingert (német) |

### 2. csoport
| Hely. | Csapat        | M | Gy | D | V | G+ | G– | Gk | P  | Továbbjutás vagy kiesés           |  | Franciaország | Olaszország | Belgium | Izrael |
| ----- | ------------- | - | -- | - | - | -- | -- | -- | -- | --------------------------------- |  | ------------- | ----------- | ------- | ------ |
| 1.    | Franciaország | 6 | 4  | 1 | 1 | 12 | 6  | +6 | 13 | Továbbjutott a negyeddöntőbe      |  | —             | 1–3         | 2–0     | 0–0    |
| 2.    | Olaszország   | 6 | 4  | 1 | 1 | 13 | 8  | +5 | 13 | Továbbjutott a negyeddöntőbe      |  | 1–3           | —           | 2–2     | 4–1    |
| 3.    | Belgium       | 6 | 1  | 1 | 4 | 6  | 9  | −3 | 4  | Az A/B liga osztályozójába jutott |  | 1–2           | 0–1         | —       | 3–1    |
| 4.    | Izrael        | 6 | 1  | 1 | 4 | 5  | 13 | −8 | 4  | Kiesett a B ligába                |  | 1–4           | 1–2         | 1–0     | —      |

1. 1 2  Az egymás elleni pontszám döntetlen. Összesített gólkülönbség: Franciaország +6, Olaszország +5.
2. 1 2  Az egymás elleni pontszám döntetlen. Egymás elleni gólkülönbség: Belgium +1, Izrael –1.

| 2024. szeptember 6. 20:45 |

| Belgium                                    | 3–1               | Izrael               |
| ------------------------------------------ | ----------------- | -------------------- |
| De Bruyne 21' 52' (11-esből) Tielemans 48' | (1–1) Jegyzőkönyv | Castagne 36' (öngól) |

| Nagyerdei stadion, Debrecen (Magyarország) Nézőszám: 0 Játékvezető: Michael Oliver (angol) |

| 2024. szeptember 6. 20:45 |

| Franciaország | 1–3               | Olaszország                            |
| ------------- | ----------------- | -------------------------------------- |
| Barcola 1'    | (1–1) Jegyzőkönyv | Dimarco 30' Frattesi 51' Raspadori 74' |

| Parc des Princes, Párizs Nézőszám: 44 956 Játékvezető: Sandro Schärer (svájci) |

| 2024. szeptember 9. 20:45 |

| Franciaország              | 2–0               | Belgium |
| -------------------------- | ----------------- | ------- |
| Kolo Muani 29' Dembélé 57' | (1–0) Jegyzőkönyv |         |

| Parc Olympique Lyonnais, Décines-Charpieu Nézőszám: 42 358 Játékvezető: Tobias Stieler (német) |

| 2024. szeptember 9. 20:45 |

| Izrael       | 1–2               | Olaszország           |
| ------------ | ----------------- | --------------------- |
| Abu Fani 90' | (0–1) Jegyzőkönyv | Frattesi 38' Kean 62' |

| Bozsik Aréna, Budapest (Magyarország) Nézőszám: 2090 Játékvezető: Ivan Kružliak (szlovák) |

| 2024. október 10. 18:00 |

| Izrael        | 1–4               | Franciaország                                     |
| ------------- | ----------------- | ------------------------------------------------- |
| Gandelman 24' | (1–2) Jegyzőkönyv | Camavinga 7' Nkunku 28' Guendouzi 87' Barcola 89' |

| Bozsik Aréna, Budapest (Magyarország) Nézőszám: 2226 Játékvezető: Nikola Dabanović (montenegrói) |

| 2024. október 10. 20:45 |

| Olaszország             | 2–2               | Belgium                    |
| ----------------------- | ----------------- | -------------------------- |
| Cambiaso 1' Retegui 24' | (2–1) Jegyzőkönyv | De Cuyper 42' Trossard 61' |

| Olimpiai Stadion, Róma Nézőszám: 44 297 Játékvezető: Espen Eskås (norvég) |

| 2024. október 14. 20:45 |

| Belgium      | 1–2               | Franciaország                 |
| ------------ | ----------------- | ----------------------------- |
| Openda 45+3' | (1–1) Jegyzőkönyv | Kolo Muani 35' (11-esből) 62' |

| Baldvin király Stadion, Brüsszel Nézőszám: 39 731 Játékvezető: Irfan Peljto (bosznia-hercegovinai) |

| 2024. október 14. 20:45 |

| Olaszország                                            | 4–1               | Izrael       |
| ------------------------------------------------------ | ----------------- | ------------ |
| Retegui 41' (11-esből) Di Lorenzo 54' 79' Frattesi 72' | (1–0) Jegyzőkönyv | Abu Fani 66' |

| Friuli Stadion, Udine Nézőszám: 11 700 Játékvezető: Ricardo de Burgos Bengoetxea (spanyol) |

| 2024. november 14. 20:45 |

| Belgium | 0–1               | Olaszország |
| ------- | ----------------- | ----------- |
|         | (0–1) Jegyzőkönyv | Tonali 11'  |

| Baldvin király Stadion, Brüsszel Nézőszám: 41 367 Játékvezető: Radu Petrescu (román) |

| 2024. november 14. 20:45 |

| Franciaország | 0–0         | Izrael |
| ------------- | ----------- | ------ |
|               | Jegyzőkönyv |        |

| Stade de France, Saint-Denis Nézőszám: 16 611 Játékvezető: Tobias Stieler (német) |

| 2024. november 17. 20:45 |

| Izrael   | 1–0               | Belgium |
| -------- | ----------------- | ------- |
| Shua 86' | (0–0) Jegyzőkönyv |         |

| Bozsik Aréna, Budapest (Magyarország) Nézőszám: 675 Játékvezető: Sebastian Gishamer (osztrák) |

| 2024. november 17. 20:45 |

| Olaszország  | 1–3               | Franciaország                     |
| ------------ | ----------------- | --------------------------------- |
| Cambiaso 35' | (1–2) Jegyzőkönyv | Rabiot 2' 65' Vicario 33' (öngól) |

| Giuseppe Meazza Stadion, Milánó Nézőszám: 68 158 Játékvezető: Slavko Vinčić (szlovén) |

### 3. csoport
| Hely. | Csapat              | M | Gy | D | V | G+ | G– | Gk  | P  | Továbbjutás vagy kiesés           |  | Németország | Hollandia | Magyarország | Bosznia-Hercegovina |
| ----- | ------------------- | - | -- | - | - | -- | -- | --- | -- | --------------------------------- |  | ----------- | --------- | ------------ | ------------------- |
| 1.    | Németország         | 6 | 4  | 2 | 0 | 18 | 4  | +14 | 14 | Továbbjutott a negyeddöntőbe      |  | —           | 1–0       | 5–0          | 7–0                 |
| 2.    | Hollandia           | 6 | 2  | 3 | 1 | 13 | 7  | +6  | 9  | Továbbjutott a negyeddöntőbe      |  | 2–2         | —         | 4–0          | 5–2                 |
| 3.    | Magyarország        | 6 | 1  | 3 | 2 | 4  | 11 | −7  | 6  | Az A/B liga osztályozójába jutott |  | 1–1         | 1–1       | —            | 0–0                 |
| 4.    | Bosznia-Hercegovina | 6 | 0  | 2 | 4 | 4  | 17 | −13 | 2  | Kiesett a B ligába                |  | 1–2         | 1–1       | 0–2          | —                   |

| 2024. szeptember 7. 20:45 |

| Németország                                                            | 5–0               | Magyarország |
| ---------------------------------------------------------------------- | ----------------- | ------------ |
| Füllkrug 27' Musiala 58' Wirtz 66' Pavlović 77' Havertz 81' (11-esből) | (1–0) Jegyzőkönyv |              |

| Merkur Spiel-Arena, Düsseldorf Nézőszám: 49 235 Játékvezető: Clément Turpin (francia) |

| 2024. szeptember 7. 20:45 |

| Hollandia                                                       | 5–2               | Bosznia-Hercegovina     |
| --------------------------------------------------------------- | ----------------- | ----------------------- |
| Zirkzee 13' Reijnders 45+2' Gakpo 56' Weghorst 88' Simons 90+2' | (2–1) Jegyzőkönyv | Demirović 27' Džeko 73' |

| Philips Stadion, Eindhoven Nézőszám: 31 139 Játékvezető: Donatas Rumšas (litván) |

| 2024. szeptember 10. 20:45 |

| Magyarország | 0–0         | Bosznia-Hercegovina |
| ------------ | ----------- | ------------------- |
|              | Jegyzőkönyv |                     |

| Puskás Aréna, Budapest Játékvezető: Marco Guida (olasz) |

| 2024. szeptember 10. 20:45 |

| Hollandia                 | 2–2               | Németország             |
| ------------------------- | ----------------- | ----------------------- |
| Reijnders 2' Dumfries 50' | (1–2) Jegyzőkönyv | Undav 38' Kimmich 45+3' |

| Johan Cruijff Arena, Amszterdam Játékvezető: Davide Massa (olasz) |

| 2024. október 11. 20:45 |

| Bosznia-Hercegovina | 1–2               | Németország   |
| ------------------- | ----------------- | ------------- |
| Džeko 70'           | (0–2) Jegyzőkönyv | Undav 30' 36' |

| Bilino Polje Stadion, Zenica Nézőszám: 11 000 Játékvezető: François Letexier (francia) |

| 2024. október 11. 20:45 |

| Magyarország | 1–1               | Hollandia    |
| ------------ | ----------------- | ------------ |
| Sallai 32'   | (1–0) Jegyzőkönyv | Dumfries 83' |

| Puskás Aréna, Budapest Nézőszám: 55 300 Játékvezető: Lukas Fähndrich (svájci) |

| 2024. október 14. 20:45 |

| Bosznia-Hercegovina | 0–2               | Magyarország                  |
| ------------------- | ----------------- | ----------------------------- |
|                     | (0–1) Jegyzőkönyv | Szoboszlai 38' 50' (11-esből) |

| Bilino Polje Stadion, Zenica Nézőszám: 8329 Játékvezető: Anthony Taylor (angol) |

| 2024. október 14. 20:45 |

| Németország  | 1–0               | Hollandia |
| ------------ | ----------------- | --------- |
| Leweling 64' | (0–0) Jegyzőkönyv |           |

| Allianz Arena, München Nézőszám: 68 367 Játékvezető: Slavko Vinčić (szlovén) |

| 2024. november 16. 20:45 |

| Németország                                                       | 7–0               | Bosznia-Hercegovina |
| ----------------------------------------------------------------- | ----------------- | ------------------- |
| Musiala 2' Kleindienst 23' 79' Havertz 37' Wirtz 50' 57' Sané 66' | (3–0) Jegyzőkönyv |                     |

| Europa-Park Stadion, Freiburg Nézőszám: 28 143 Játékvezető: Vassilis Fotias (görög) |

| 2024. november 16. 20:45 |

| Hollandia                                                                      | 4–0               | Magyarország |
| ------------------------------------------------------------------------------ | ----------------- | ------------ |
| Weghorst 21' (11-esből) Havertz 45+12' (11-esből) Dumfries 64' Koopmeiners 86' | (1–0) Jegyzőkönyv |              |

| Johan Cruijff Arena, Amszterdam Játékvezető: Jesús Gil Manzano (spanyol) |

| 2024. november 19. 20:45 |

| Bosznia-Hercegovina | 1–1               | Hollandia   |
| ------------------- | ----------------- | ----------- |
| Demirović 67'       | (0–1) Jegyzőkönyv | Brobbey 24' |

| Bilino Polje Stadium, Zenica Nézőszám: 4134 Játékvezető: Aliyar Aghayev (azeri) |

| 2024. november 19. 20:45 |

| Magyarország                | 1–1               | Németország |
| --------------------------- | ----------------- | ----------- |
| Szoboszlai 90+9' (11-esből) | (0–0) Jegyzőkönyv | Nmecha 76'  |

| Puskás Aréna, Budapest Nézőszám: 53 212 Játékvezető: Duje Strukan (horvát) |

### 4. csoport
| Hely. | Csapat        | M | Gy | D | V | G+ | G– | Gk | P  | Továbbjutás vagy kiesés           |  | Spanyolország | Dánia | Szerbia | Svájc |
| ----- | ------------- | - | -- | - | - | -- | -- | -- | -- | --------------------------------- |  | ------------- | ----- | ------- | ----- |
| 1.    | Spanyolország | 6 | 5  | 1 | 0 | 13 | 4  | +9 | 16 | Továbbjutott a negyeddöntőbe      |  | —             | 1–0   | 3–0     | 3–2   |
| 2.    | Dánia         | 6 | 2  | 2 | 2 | 7  | 5  | +2 | 8  | Továbbjutott a negyeddöntőbe      |  | 1–2           | —     | 2–0     | 2–0   |
| 3.    | Szerbia       | 6 | 1  | 3 | 2 | 3  | 6  | −3 | 6  | Az A/B liga osztályozójába jutott |  | 0–0           | 0–0   | —       | 2–0   |
| 4.    | Svájc         | 6 | 0  | 2 | 4 | 6  | 14 | −8 | 2  | Kiesett a B ligába                |  | 1–4           | 2–2   | 1–1     | —     |

| 2024. szeptember 5. 20:45 |

| Dánia                    | 2–0               | Svájc |
| ------------------------ | ----------------- | ----- |
| Dorgu 82' Højbjerg 90+2' | (0–0) Jegyzőkönyv |       |

| Parken Stadion, Koppenhága Nézőszám: 26 024 Játékvezető: Daniel Siebert (német) |

| 2024. szeptember 5. 20:45 |

| Szerbia | 0–0         | Spanyolország |
| ------- | ----------- | ------------- |
|         | Jegyzőkönyv |               |

| Rajko Mitić Stadion, Belgrád Nézőszám: 29 981 Játékvezető: Serdar Gözübüyük (holland) |

| 2024. szeptember 8. 18:00 |

| Dánia                   | 2–0               | Szerbia |
| ----------------------- | ----------------- | ------- |
| Grønbæk 36' Poulsen 61' | (1–0) Jegyzőkönyv |         |

| Parken Stadion, Koppenhága Nézőszám: 34 902 Játékvezető: Chris Kavanagh (angol) |

| 2024. szeptember 8. 20:45 |

| Svájc       | 1–4               | Spanyolország                          |
| ----------- | ----------------- | -------------------------------------- |
| Amdouni 41' | (1–2) Jegyzőkönyv | Joselu 4' Fabián 13' 77' F. Torres 80' |

| Stade de Genève, Genf Nézőszám: 26 265 Játékvezető: Irfan Peljto (bosznia-hercegovinai) |

| 2024. október 12. 20:45 |

| Szerbia                           | 2–0               | Svájc |
| --------------------------------- | ----------------- | ----- |
| Elvedi 45+1' (öngól) Mitrović 61' | (1–0) Jegyzőkönyv |       |

| Dubočica Stadion, Leskovac Nézőszám: 6383 Játékvezető: Simone Sozza (olasz) |

| 2024. október 12. 20:45 |

| Spanyolország | 1–0               | Dánia |
| ------------- | ----------------- | ----- |
| Zubimendi 79' | (0–0) Jegyzőkönyv |       |

| Nueva Condomina, Murcia Nézőszám: 29 870 Játékvezető: Ivan Kružliak (szlovák) |

| 2024. október 15. 20:45 |

| Spanyolország                   | 3–0               | Szerbia |
| ------------------------------- | ----------------- | ------- |
| Laporte 5' Morata 65' Baena 77' | (1–0) Jegyzőkönyv |         |

| Nuevo Arcángel, Córdoba Nézőszám: 20 345 Játékvezető: Daniel Stefanski (lengyel) |

| 2024. október 15. 20:45 |

| Svájc                                | 2–2               | Dánia                   |
| ------------------------------------ | ----------------- | ----------------------- |
| Freuler 26' Amdouni 45+1' (11-esből) | (2–1) Jegyzőkönyv | Isaksen 27' Eriksen 69' |

| Kybunpark, St. Gallen Nézőszám: 16 182 Játékvezető: Halil Umut Meler (török) |

| 2024. november 15. 20:45 |

| Dánia       | 1–2               | Spanyolország           |
| ----------- | ----------------- | ----------------------- |
| Isaksen 84' | (0–1) Jegyzőkönyv | Oyarzabal 15' Pérez 58' |

| Parken Stadion, Koppenhága Nézőszám: 36 985 Játékvezető: Rade Obrenović (szlovén) |

| 2024. november 15. 20:45 |

| Svájc       | 1–1               | Szerbia    |
| ----------- | ----------------- | ---------- |
| Amdouni 78' | (0–0) Jegyzőkönyv | Terzić 88' |

| Stadion Letzigrund, Zürich Nézőszám: 21 115 Játékvezető: Clément Turpin (francia) |

| 2024. november 18. 20:45 |

| Szerbia | 0–0         | Dánia |
| ------- | ----------- | ----- |
|         | Jegyzőkönyv |       |

| Dubočica Stadion, Leskovac Nézőszám: 7295 Játékvezető: Felix Zwayer (német) |

| 2024. november 18. 20:45 (19:45 UTC+0) |

| Spanyolország                              | 3–2               | Svájc                              |
| ------------------------------------------ | ----------------- | ---------------------------------- |
| Pino 32' Gil 68' Zaragoza 90+3' (11-esből) | (1–0) Jegyzőkönyv | Monteiro 63' Zeqiri 85' (11-esből) |

| Estadio Heliodoro Rodríguez López, Santa Cruz de Tenerife Nézőszám: 21 204 Játékvezető: Bastian Dankert (német) |

## Egyenes kieséses szakasz

### Ágrajz
|  |                    |               |               |               |              |             |       |               |               |           |               |               |               |       |       |
|  | Negyeddöntők       | Negyeddöntők  | Negyeddöntők  | Negyeddöntők  | Negyeddöntők |             |       | Elődöntők     | Elődöntők     | Elődöntők |               |               | Döntő         | Döntő | Döntő |
|  | Negyeddöntők       | Negyeddöntők  | Negyeddöntők  | Negyeddöntők  | Negyeddöntők |             |       | Elődöntők     | Elődöntők     | Elődöntők |               |               | Döntő         | Döntő | Döntő |
|  | március 20. és 23. |               |               |               |              |             |       |               |               |           |               |               |               |       |       |
|  |                    |               |               |               |              |             |       |               |               |           |               |               |               |       |       |
|  | Olaszország        | Olaszország   | 1             | 3             | 4            |             |       |               |               |           |               |               |               |       |       |
|  | Olaszország        | Olaszország   | 1             | 3             | 4            | június 4.   |       |               |               |           |               |               |               |       |       |
|  | Németország        | Németország   | 2             | 3             | 5            |             |       |               |               |           |               |               |               |       |       |
|  | Németország        | Németország   | 2             | 3             | 5            | Németország |       |               |               |           |               |               |               |       |       |
|  | március 20. és 23. |               |               |               |              |             |       |               |               |           |               |               |               |       |       |
|  |                    |               | Portugália    |               |              |             |       |               |               |           |               |               |               |       |       |
|  | Dánia              | Dánia         | 1             | 2             | 3            |             |       |               |               |           |               |               |               |       |       |
|  | Dánia              | Dánia         | 1             | 2             | 3            | június 8.   |       |               |               |           |               |               |               |       |       |
|  | Portugália         | Portugália    | 0             | 5             | 5            |             |       |               |               |           |               |               |               |       |       |
|  | Portugália         | Portugália    | 0             | 5             | 5            |             |       |               |               |           |               |               |               |       |       |
|  | március 20. és 23. |               |               |               |              |             |       |               |               |           |               |               |               |       |       |
|  |                    |               |               |               |              |             |       |               |               |           |               |               |               |       |       |
|  | Hollandia          | Hollandia     | 2             | 3             | 5 (4)        |             |       |               |               |           |               |               |               |       |       |
|  | Hollandia          | Hollandia     | 2             | 3             | 5 (4)        | június 5.   |       |               |               |           |               |               |               |       |       |
|  | Spanyolország      | Spanyolország | 2             | 3             | 5 (5)        |             |       |               |               |           |               |               |               |       |       |
|  | Spanyolország      | Spanyolország | 2             | 3             | 5 (5)        |             |       | Spanyolország | Spanyolország |           | Bronzmérkőzés | Bronzmérkőzés | Bronzmérkőzés |       |       |
|  | március 20. és 23. |               |               |               |              |             |       | Spanyolország | Spanyolország |           | Bronzmérkőzés | Bronzmérkőzés | Bronzmérkőzés |       |       |
|  |                    |               | Franciaország | Franciaország |              |             |       | június 8.     | június 8.     | június 8. |               |               |               |       |       |
|  | Horvátország       | Horvátország  | Franciaország | Franciaország | 2            | 0           | 2 (4) | június 8.     | június 8.     | június 8. |               |               |               |       |       |
|  | Horvátország       | Horvátország  |               |               | 2            | 0           | 2 (4) |               |               |           |               |               |               |       |       |
|  | Franciaország      | Franciaország | 0             | 2             | 2 (5)        |             |       |               |               |           |               |               |               |       |       |
|  | Franciaország      | Franciaország | 0             | 2             | 2 (5)        |             |       |               |               |           |               |               |               |       |       |
|  |                    |               |               |               |              |             |       |               |               |           |               |               |               |       |       |

### Negyeddöntők

#### A negyeddöntők kiemelése
| Csoport    | Csoportgyőztes (kiemeltek) | Második helyezett (nem kiemeltek) |
| ---------- | -------------------------- | --------------------------------- |
| 1. csoport | Portugália                 | Horvátország                      |
| 2. csoport | Franciaország              | Olaszország                       |
| 3. csoport | Németország                | Hollandia                         |
| 4. csoport | Spanyolország              | Dánia                             |

#### A negyeddöntők összegzése
| 1. csapat    | Össz.Tooltip Aggregate score | 2. csapat     | 1. mérk. | 2. mérk.   |
| ------------ | ---------------------------- | ------------- | -------- | ---------- |
| Hollandia    | 5–5 (t. 4–5)                 | Spanyolország | 2–2      | 3–3 (h.u.) |
| Horvátország | 2–2 (t. 4–5)                 | Franciaország | 2–0      | 0–2 (h.u.) |
| Dánia        | 3–5                          | Portugália    | 1–0      | 2–5 (h.u.) |
| Olaszország  | 4–5                          | Németország   | 1–2      | 3–3        |

#### A negyeddöntők mérkőzései
| 2025. március 20. 20:45 |

| Hollandia               | 2–2               | Spanyolország            |
| ----------------------- | ----------------- | ------------------------ |
| Gakpo 28' Reijnders 46' | (1–1) Jegyzőkönyv | Williams 9' Merino 90+3' |

| Feijenoord Stadion, Rotterdam Nézőszám: 42 003 Játékvezető: Glenn Nyberg (svéd) |

| 2025. március 23. 20:45 |

| Spanyolország | –           | Hollandia |
| ------------- | ----------- | --------- |
|               | Jegyzőkönyv |           |

| Mestalla, Valencia |

| 2025. március 20. 20:45 |

| Horvátország              | 2–0               | Franciaország |
| ------------------------- | ----------------- | ------------- |
| Budimir 26' Perišić 45+1' | (2–0) Jegyzőkönyv |               |

| Gradski stadion u Poljudu, Split Nézőszám: 30,551 Játékvezető: Espen Eskås (norvég) |

| 2025. március 23. 20:45 |

| Franciaország | –           | Horvátország |
| ------------- | ----------- | ------------ |
|               | Jegyzőkönyv |              |

| Stade de France, Saint-Denis |

| 2025. március 20. 20:45 |

| Dánia       | 1–0               | Portugália |
| ----------- | ----------------- | ---------- |
| Højlund 78' | (0–0) Jegyzőkönyv |            |

| Parken Stadion, Koppenhága Nézőszám: 36 322 Játékvezető: Irfan Peljto (bosznia-hercegovinai) |

| 2025. március 23. 20:45 (19:45 UTC+0) |

| Portugália | –           | Dánia |
| ---------- | ----------- | ----- |
|            | Jegyzőkönyv |       |

| Estádio José Alvalade, Lisszabon |

| 2025. március 20. 20:45 |

| Olaszország | 1–2               | Németország                  |
| ----------- | ----------------- | ---------------------------- |
| Tonali 9'   | (1–0) Jegyzőkönyv | Kleindienst 49' Goretzka 76' |

| Nézőszám: 60 334 Játékvezető: François Letexier (francia) |

| 2025. március 23. 20:45 |

| Németország | –           | Olaszország |
| ----------- | ----------- | ----------- |
|             | Jegyzőkönyv |             |

| Signal Iduna Park, Dortmund |

### Elődöntők
| 2025. június 4. 21:10 |

| Németország | 1–2               | Portugália                |
| ----------- | ----------------- | ------------------------- |
| Wirtz 48'   | (0–0) Jegyzőkönyv | Conceição 63' Ronaldo 68' |

| Allianz Arena, München Nézőszám: 65 823 Játékvezető: Slavko Vinčić (szlovén) |

| 2025. június 5. 21:00 |

| Spanyolország                                              | 5–4               | Franciaország                                                        |
| ---------------------------------------------------------- | ----------------- | -------------------------------------------------------------------- |
| Williams 22' Merino 25' Yamal 54' (11-esből) 67' Pedri 55' | (2–0) Jegyzőkönyv | Mbappé 59' (11-esből) Cherki 79' Vivian 84' (öngól) Kolo Muani 90+3' |

| MHPArena, Stuttgart Nézőszám: 51 724 Játékvezető: Michael Oliver (angol) |

### Bronzmérkőzés
| 2025. június 8. 15:00 |

| Németország | 0–2               | Franciaország        |
| ----------- | ----------------- | -------------------- |
|             | (0–1) Jegyzőkönyv | Mbappé 45' Olise 84' |

| MHPArena, Stuttgart Nézőszám: 51 313 Játékvezető: Ivan Kružliak (szlovák) |

### Döntő
| 2025. június 8. 21:00 |

| Portugália                              | 2–2               | Spanyolország               |
| --------------------------------------- | ----------------- | --------------------------- |
| Mendes 26' Ronaldo 61'                  | (1–2) Jegyzőkönyv | Zubimendi 21' Oyarzabal 45' |
| Büntetőpárbaj                           |                   |                             |
| Ramos Vitinha Fernandes Mendes R. Neves | 5–3               | Merino Baena Isco Morata    |

| Allianz Arena, München Nézőszám: 65 852 Játékvezető: Sandro Schärer (svájci) |

## Osztályozók

### Az A/B liga osztályozó kiemelése
| Csoport    | A liga harmadik helyezett (kiemeltek) | Csoport    | B liga második helyezett (nem kiemeltek) |
| ---------- | ------------------------------------- | ---------- | ---------------------------------------- |
| 1. csoport | Skócia                                | 1. csoport | Görögország                              |
| 2. csoport | Szerbia                               | 2. csoport | Ausztria                                 |
| 3. csoport | Magyarország                          | 3. csoport | Törökország                              |
| 4. csoport | Belgium                               | 4. csoport | Ukrajna                                  |

### Az A/B liga osztályozó összegzése
| 1. csapat   | Össz.Tooltip Aggregate score | 2. csapat    | 1. mérk. | 2. mérk. |
| ----------- | ---------------------------- | ------------ | -------- | -------- |
| Törökország | 6–1                          | Magyarország | 3–1      | 3–0      |
| Ukrajna     | 3–4                          | Belgium      | 3–1      | 0–3      |
| Ausztria    | 1–3                          | Szerbia      | 1–1      | 0–2      |
| Görögország | 3–1                          | Skócia       | 0–1      | 3–0      |

### Az A/B liga osztályozó mérkőzései
| 2025. március 20. 18:00 (20:00 UTC+3) |

| Törökország                         | 3–1               | Magyarország |
| ----------------------------------- | ----------------- | ------------ |
| Kökçü 9' Aktürkoğlu 69' Kahveci 73' | (1–1) Jegyzőkönyv | Schäfer 25'  |

| Rams Park, Isztambul Nézőszám: 38,500 Játékvezető: Ivan Kružliak (szlovák) |

| 2025. március 23. 18:00 |

| Magyarország | –           | Törökország |
| ------------ | ----------- | ----------- |
|              | Jegyzőkönyv |             |

| Puskás Aréna, Budapest |

| 2025. március 20. 20:45 |

| Ukrajna                             | 3–1               | Belgium    |
| ----------------------------------- | ----------------- | ---------- |
| Huculjak 66' Vanat 73' Zabarnyi 78' | (0–1) Jegyzőkönyv | Lukaku 40' |

| Nueva Condomina, Murcia (Spanyolország) Nézőszám: 8 767 Játékvezető: Sandro Schärer (svájci) |

| 2025. március 23. 20:45 |

| Belgium | –           | Ukrajna |
| ------- | ----------- | ------- |
|         | Jegyzőkönyv |         |

| Cegeka Arena, Genk |

| 2025. március 20. 20:45 |

| Ausztria        | 1–1               | Szerbia       |
| --------------- | ----------------- | ------------- |
| Gregoritsch 37' | (1–0) Jegyzőkönyv | Samardžić 61' |

| Ernst Happel Stadion, Bécs Nézőszám: 46 400 Játékvezető: João Pinheiro (portugál) |

| 2025. március 23. 18:00 |

| Szerbia | –           | Ausztria |
| ------- | ----------- | -------- |
|         | Jegyzőkönyv |          |

| Red Star Stadium, Belgrád |

| 2025. március 20. 20:45 (21:45 UTC+2) |

| Görögország | 0–1               | Skócia        |
| ----------- | ----------------- | ------------- |
|             | (0–1) Jegyzőkönyv | McTominay 33' |

| Karaiszkákisz Stadion, Pireusz Nézőszám: 31 483 Játékvezető: Tobias Stieler (német) |

| 2025. március 23. 18:00 (17:00 UTC+0) |

| Skócia | –           | Görögország |
| ------ | ----------- | ----------- |
|        | Jegyzőkönyv |             |

| Hampden Park, Glasgow |

## Rangsorolás
Időszakos rangsorolás
| Hely. | Cs | Csapat              | M | Gy | D | V | G+ | G– | Gk  | P  |
| ----- | -- | ------------------- | - | -- | - | - | -- | -- | --- | -- |
| 1.    | A4 | Spanyolország       | 6 | 5  | 1 | 0 | 13 | 4  | +9  | 16 |
| 2.    | A3 | Németország         | 6 | 4  | 2 | 0 | 18 | 4  | +14 | 14 |
| 3.    | A1 | Portugália          | 6 | 4  | 2 | 0 | 13 | 5  | +8  | 14 |
| 4.    | A2 | Franciaország       | 6 | 4  | 1 | 1 | 12 | 6  | +6  | 13 |
|       |    |                     |   |    |   |   |    |    |     |    |
| 5.    | A2 | Olaszország         | 6 | 4  | 1 | 1 | 13 | 8  | +5  | 13 |
| 6.    | A3 | Hollandia           | 6 | 2  | 3 | 1 | 13 | 7  | +6  | 9  |
| 7.    | A4 | Dánia               | 6 | 2  | 2 | 2 | 7  | 5  | +2  | 8  |
| 8.    | A1 | Horvátország        | 6 | 2  | 2 | 2 | 8  | 8  | 0   | 8  |
|       |    |                     |   |    |   |   |    |    |     |    |
| 9.    | A1 | Skócia              | 6 | 2  | 1 | 3 | 7  | 8  | −1  | 7  |
| 10.   | A4 | Szerbia             | 6 | 1  | 3 | 2 | 3  | 6  | −3  | 6  |
| 11.   | A3 | Magyarország        | 6 | 1  | 3 | 2 | 4  | 11 | −7  | 6  |
| 12.   | A2 | Belgium             | 6 | 1  | 1 | 4 | 6  | 9  | −3  | 4  |
|       |    |                     |   |    |   |   |    |    |     |    |
| 13.   | A1 | Lengyelország       | 6 | 1  | 1 | 4 | 9  | 16 | −7  | 4  |
| 14.   | A2 | Izrael              | 6 | 1  | 1 | 4 | 5  | 13 | −8  | 4  |
| 15.   | A4 | Svájc               | 6 | 0  | 2 | 4 | 6  | 14 | −8  | 2  |
| 16.   | A3 | Bosznia-Hercegovina | 6 | 0  | 2 | 4 | 4  | 17 | −13 | 2  |

Végleges rangsorolás
| Hely. | Cs | Csapat                                                             | M | Gy | D | V | G+ | G– | Gk | P |
| ----- | -- | ------------------------------------------------------------------ | - | -- | - | - | -- | -- | -- | - |
| 1.    |    | Az UEFA Nemzetek Ligája döntőjének győztese                        | 0 | 0  | 0 | 0 | 0  | 0  | 0  | 0 |
| 2.    |    | Az UEFA Nemzetek Ligája döntőjének vesztese                        | 0 | 0  | 0 | 0 | 0  | 0  | 0  | 0 |
| 3.    |    | Az UEFA Nemzetek Ligája bronzmérkőzésének győztese                 | 0 | 0  | 0 | 0 | 0  | 0  | 0  | 0 |
| 4.    |    | Az UEFA Nemzetek Ligája bronzmérkőzésének győztese                 | 0 | 0  | 0 | 0 | 0  | 0  | 0  | 0 |
|       |    |                                                                    |   |    |   |   |    |    |    |   |
| 5.    |    | Az elsőként rangsorolt csapat a negyeddöntő vesztesei közül        | 0 | 0  | 0 | 0 | 0  | 0  | 0  | 0 |
| 6.    |    | A másodikként rangsorolt csapat a negyeddöntő vesztesei közül      | 0 | 0  | 0 | 0 | 0  | 0  | 0  | 0 |
| 7.    |    | A harmadikként rangsorolt csapat a negyeddöntő vesztesei közül     | 0 | 0  | 0 | 0 | 0  | 0  | 0  | 0 |
| 8.    |    | A negyedikként rangsorolt csapat a negyeddöntő vesztesei közül     | 0 | 0  | 0 | 0 | 0  | 0  | 0  | 0 |
|       |    |                                                                    |   |    |   |   |    |    |    |   |
| 9.    |    | Az A/B liga osztályozójának győztese vagy a B liga csoportgyőztese | 0 | 0  | 0 | 0 | 0  | 0  | 0  | 0 |
| 10.   |    | Az A/B liga osztályozójának győztese vagy a B liga csoportgyőztese | 0 | 0  | 0 | 0 | 0  | 0  | 0  | 0 |
| 11.   |    | Az A/B liga osztályozójának győztese vagy a B liga csoportgyőztese | 0 | 0  | 0 | 0 | 0  | 0  | 0  | 0 |
| 12.   |    | Az A/B liga osztályozójának győztese vagy a B liga csoportgyőztese | 0 | 0  | 0 | 0 | 0  | 0  | 0  | 0 |
| 13.   |    | Az A/B liga osztályozójának győztese vagy a B liga csoportgyőztese | 0 | 0  | 0 | 0 | 0  | 0  | 0  | 0 |
| 14.   |    | Az A/B liga osztályozójának győztese vagy a B liga csoportgyőztese | 0 | 0  | 0 | 0 | 0  | 0  | 0  | 0 |
| 15.   |    | Az A/B liga osztályozójának győztese vagy a B liga csoportgyőztese | 0 | 0  | 0 | 0 | 0  | 0  | 0  | 0 |
| 16.   |    | Az A/B liga osztályozójának győztese vagy a B liga csoportgyőztese | 0 | 0  | 0 | 0 | 0  | 0  | 0  | 0 |